# اللغة الألمانية
اللُّغَةُ الأَلْمَانِيَّةُ (بالألمانية: Die deutsche Sprache أو Deutsch) هي إحدى اللغات الجرمانيَّة الغربيَّة؛ والتي هي بدورها إحدى فروع العائلة اللغويَّة الهندو أوروبيَّة. وتنتشرُ بصورةٍ رئيسيَّةٍ في أوروبَّا الوسطى فهي لغة رسمية لجمهوريَّة أَلمانيا الاتّحاديَّة، وجمهوريَّة النَّمسا، وإمارة ليختنشتاين، وإِحدى اللغات الوطنيَّة الأَربعة لسويسرا، وإِحدى اللغات الرَّسميَّة الثلاثة لدوقيَّة لوكسمبورغ، وكذلك إِحدى اللغات الرَّسميَّة الثلاثة لمملكة بلجيكا (المجتمع البلجيكيّ الناطق بالألمانيَّة)، ولغة رسميَّة في منطقة جنوب تيرول في جمهوريَّة إِيطاليا، ولغة أقلِّيَّة معترف بها رسمياً في مقاطعة سوندرلاند بمملكة الدِّنمارك. تُعِد اللغات الجرمانيَّة الغربيَّة الأخرى مثل الأفريقانية والهولندية والإنجليزية والفريزية والألمانية الدنيا/الساكسونية الدنيا واليديشية واللوكسمبورغية اللغات الأكثر تشابهاً مع الألمانيَّة. كما يُلاحظ وجود تشابه كبير في المفردات ما بين الألمانية واللغات الدنماركية والنرويجية والسويدية المنتمية للفرع الشماليَّ من اللغات الجرمانيَّة. اللُّغَة الألمانيّة هي ثاني أكثر اللغات الجرمانية تحدثاً ونطقاً بعد الإنجليزية.
تُعد اللغة الأَلمانيَّة إحدى كبرى لغات العالم فهي اللغة الأم لأكثر من مئة مليون شخص حول العالم، واللغة الأم الأَكثر انتشاراً في الاتِّحاد الأوروبِّي. وتحتل الأَلمانيَّة بالاشتراك مع الفرنسيَّة المرتبة الثانية كأكثر لغة أجنبية شائعة في الاتِّحاد الأوروبِّي بعد الإنجليزيَّة، ما يجعل الأَلمانيَّة ثاني أكبر لغة في الاتِّحاد الأوروبِّي من حيث مجموع عدد متحدثيها الأصليين والذين تعلموها بعد اللغة الإنجليزيَّة، وهي ثاني أكثر لغة أجنبية يجري تعليمها للطلاّب ضمن مرحلة التعليم الابتدائي في الاتِّحاد الأوروبِّي بعد الإنجليزيَّة (ولكنها تحتل المرتبة الثالثة بعد الإنجليزيَّة والفرنسيَّة ضمن مرحلة التعليم الثانوي)، ورابع أكثر لغة (دون الإنجليزيَّة) يجري تعليمها في الولايات المتحدة (بعد الإسبانيَّة والفرنسيَّة ولغة الإشارة الأمريكيَّة) وتُعد اللغة الأَلمانيَّة ثاني أهم لغات العلوم حيث هي ثاني أكثر لغة تستخدم في المنشورات والبحوث الأكاديمية، وثاني أكثر لغة مُستخدمة على مواقع الويب بعد الإنجليزيَّة، وتحتل البلدان النَّاطِقة بالألمانيَّة المرّكز الخامس من حيث المعدل السنوي لنشر الكتب الجديدة حيث يُنشر عشر جميع الكتب في العالم أجمع (وهذا يشمل الكتب الإلكترونية) باللغة الألمانية.
الألمانية لغة اشتقاقية تشتمل على أربع حالات نحوية للأسماء والضمائر والصفات (الرفع والنصب والإضافة والجر)، وثلاثة أجناس (مذكر ومؤنث ومحايد) وينقسم الاسم فيها من حيث العدد إلى مفرد وجمع، وتنقسم الأفعال إلى أفعال قوية وأخرى ضعيفة. تشتق الألمانيَّة غالبية مفرداتها من الفرع الجرمانيّ القديم لعائلة اللغات الهندوأوروبيَّة، ويُشتق قسم آخر من مفرداتها من اللاتينيَّة واليونانيَّة، وهناك عدد أقل من الاستعارات المأخوذة من الفرنسية والإنجليزية الحديثة.

## التوزيع الجغرافي

### أُورُوبَّا
تُستخدم اللغة الألمانيّة في المقام الأول في ألمانيا (اللغة الأولى بالنسبة إلى أكثر من 95٪ من السكان)، النمسا (89٪) وسويسرا (65٪). وغالبية السكان في ليختنشتاين تتحدث بالألمانية.
وتوجد الألمانية في شمال إيطاليا (في مقاطعة بولزان ومقاطعات أخرى) وفي المقاطعات الشرقية من بلجيكا، وفي منطقة الألزاس الفرنسية وفي بعض القرى الحدودية في السابق مقاطعة سوندرلاند بالدنمارك (تُكتب بالألمانية Nordschleswig وبالدنماركية Sønderjylland وفي العربية: سوندرلاند).
وتجد الألمانية أيضاً في بعض المجتمعات الناطقة باللغة الألمانية في أجزاء من جمهورية التشيك والمجر وبولندا ورومانيا وكل من روسيا وكازاخستان وأيضا في بلغاريا، قبرص، سوريا، مصر، اليونان، إيطاليا، المغرب، هولندا، البرتغال والدول الإسكندنافية وإسبانيا وتركيا والمملكة المتحدة، ويوغوسلافيا السابقة (البوسنة، صربيا ومقدونيا وكرواتيا وسلوفينيا).

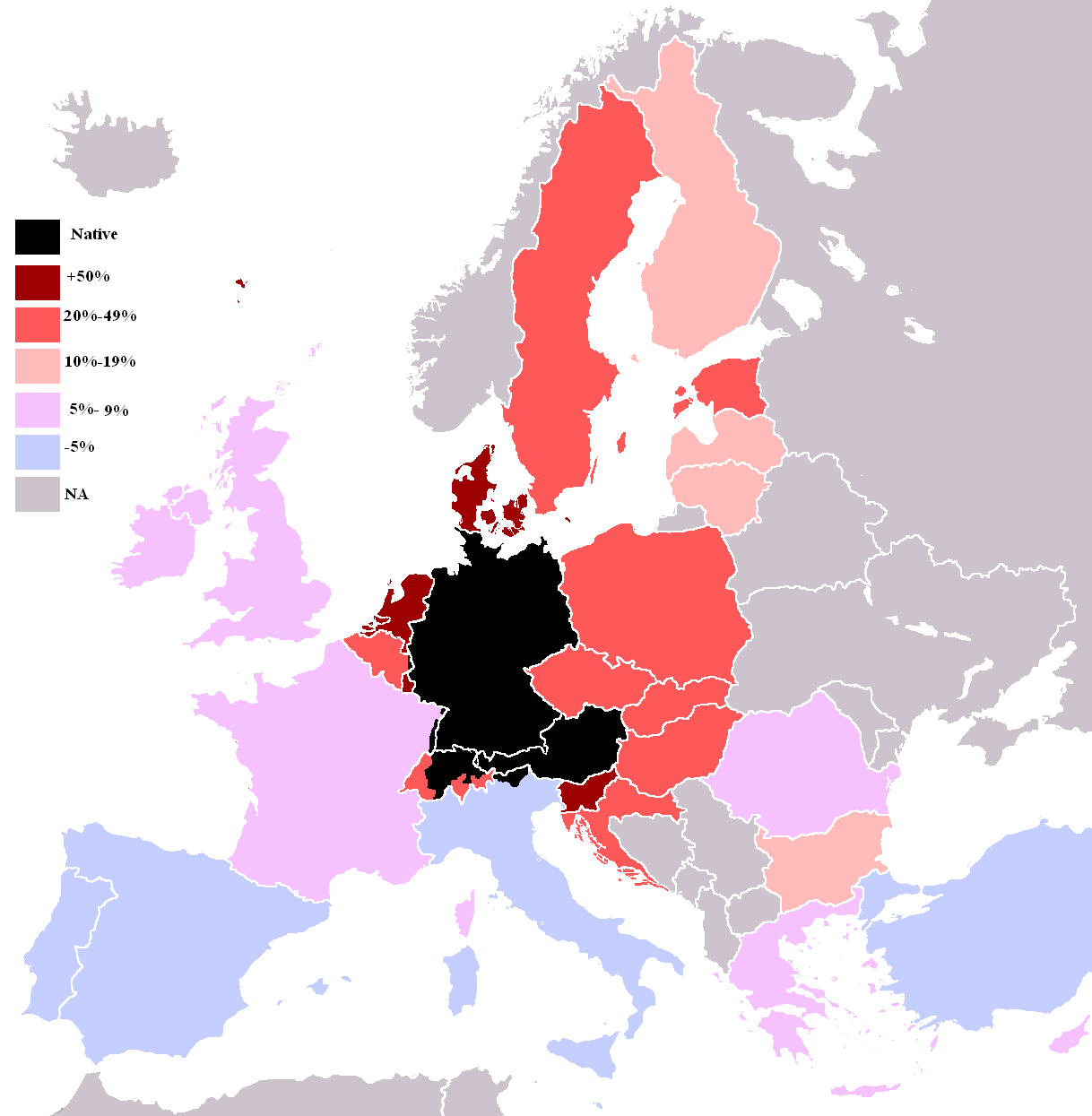
معرفة أوروبا بالألمانية

### خارج أوروبا
أكبر التجمعات الناطقة باللُّغة الألمانية خارج أوروبا والاتحاد السوفياتي سابقا هي التي توجد في الولايات المتحدة وكندا والبرازيل والأرجنتين حيث هاجر الملايين من الألمان في ال 200 سنة الماضية، لكن الغالبية العظمى من أولادهم لم تعد تتحدث الألمانية أو حتى تتعلمها وكذلك توجد في البلدان الأخرى بسبب الهجرة الألمانية إلى كندا والمكسيك وجمهورية الدومينيكان وباراغواي والأوروغواي وشيلي بيرو وفنزويلا وجنوب أفريقيا وأستراليا

### أمريكا الجنوبية
في البرازيل يوجد أكبر تجمع ناطقين باللغة الألمانية في أمريكا الجنوبية وفي مدن ريو غراندي دو سول وسانتا كاتارينا وبارانا وساو باولو وإسبيريتو سانتو البرازيلية وتجدها أيضا في الأرجنتين وباراغواي وشيلي

### أمريكا الشمالية
الألمانية في الولايات المتحدة هي خامس أكبر اللغات المحكية في المنزل (1.4 مليون نسمة) بعد الإنكليزية والإسبانية والصينية والفرنسية وفقا لتعداد عام 2000 الولايات المتحدة وبالتالي تعدّ الألمانية في الولايات المتحدة من أكبر التجمعات الناطقة بالألمانية خارج أوروبا وتتركز الألمانية في ولاتي داكوتا الشمالية وداكوتا الجنوبية ومونتانا وتكساس (تكساس الألمانية) وسانت لويس وشيكاغو ونيويورك.

### كندا
(الألمان الكنديون) حيث هناك 622.650 من المتكلمين بالألمانية وفقا لآخر تعداد في عام 2006 ويوجد في مدينة كيتشنر، وأونتاريو جالية نشطة ومدن مونتريال، تورنتو وفانكوفر حيث كان لها نصيب من الهجرات الألمانية.

### المكسيك
هناك أيضاً أعداد كبيرة من السكان من ذوي الأصول الألمانية ويتركزون أساسا في مدن: مكسيكو سيتي وبويبلا، مازاتلان، تاباتشولا، وعدد أكبر من السكان المنتشرين في ولايات تشيهواهوا، دورانغو، وزاكاتيكاس.

### أوقيانوسيا
في القرن 1840 شهدت أستراليا موجات هجرة من بروسيا وخاصة في منطقة سيليزيا، ومع انقطاعهم عن الألمانية تكونت لهجة ألمانية هناك من مزيج من الإنجليزية الأسترالية والألمانية، وفي الحرب العالمية الثانية شهدت اللغة الألمانية انخفاض في تعلمها، أما الآن فقد أصبحت اللغة الألمانية يتحدثها كبار السن.

### الوطن العربي
لم تنتشر اللغة الألمانية كثيراً في الوطن العربي مع أنها لغة تفرض نفسها في مجالات كثيرة على عكس اللغة الإنجليزية والفرنسية اللتين انتشرتا بقوة لأسباب سياسية وتاريخية، ولكن ثمة متعلمين للغة الألمانية واهتمام ألماني لتقوية العلاقات مع الوطن العربي ونشر اللغة الألمانية في العالم العربي، وتجد في مصر متعلمين لهذه اللغة ويوجد فيها معاهد مثل معهد غوته، مصر، كذلك هناك تنسيق أكاديمي في مجال التعليم العالي بين ألمانيا وبعض أقطار العالم العربي كالجامعة الألمانية الأردنية في عمّان والجامعة الألمانية بالقاهرة.

## المفردات
معظم المفردات الألمانية مشتقة من فروع الجرمانية - الهندو أوروبية وهناك كلمات قليلة مشتقة من اللاتينية واليونانية وكلمات اقل من الفرنسية وأخر شيء الإنجليزية.

## الكلِمات المُشتركة مع الإنجليزيّة
أصل اللُّغة الإنجليزيّة هي اللغة الألمانيّة التي حملها معهم المهاجرون الألمان والكثير من الكلمات الألمانيّة تجدها في الإنجليزيّة؛ مثل (بيت - هاوس)، ومع أن المفردات الفرنسيّة أكثر في اللغة الإنجليزيّة إلا أن قواعد الألمانيّة وتركيب الجمل تجدها قريبة جداً للإنجليزية بعكس الفرنسيّة مثلاً.

## الكلِمات المُشتركة مع العربيّة

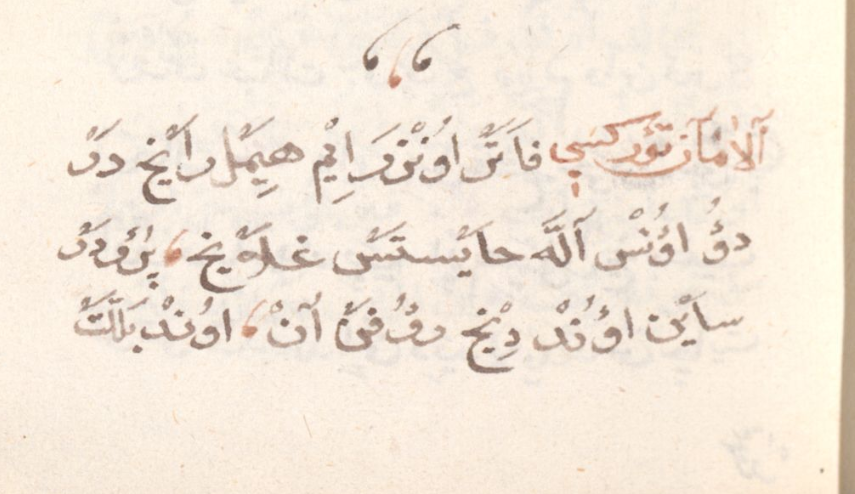
الأبيات الأولى لترنيمة مارتن لوثر «أبانا الذي في السماء» مكتوبة بالألمانية بحروف عربية

اللُّغَة الأَلْمانِيَّة، هي لُغَة قليلة التأثر بالعربيّة، وقد كانت تفاعلاتها التّاريخيّة معها ضحلة. يمكن القول إن أول التفاعلات الألمانيّة مع منطقة الشرق الأوسط يعود لأقل من ألف سنة. مذاك، انحصر التفاعل الأَلمَانِي العَرَبِي في حده الأدني. أن عصر الأنوار كان قد بزغ على أوروبا الوسطى، معطياً زخماً كبيراً لِفَكّرتِي الإنسانية والكونية. وبالتالي، اجتاحت بروسيا والنمسا موجة من الاهتمام بالشرق الأوسط وبمنتوجاته وآدابه سيما كتاب «ألف ليلة وليلة» وكانت تلك بداية الاستشراق الألمانيّ.
حتى أدبياً، نجد في النتاج الأدبي الألماني ظاهرة الأدباء المتصالحين مع الشرق. ضم هذا النتاج أعلاماً مثل بوبر وشتاينر وهيسه وليسِنغ وغوته (بيرمان 2011 ب)، ولا بد لنا من التفصيل بعض الشئ عن هذا الأخير، أولاً نظراً لأهميته في تاريخ الأدب الألماني، وثانياً نظراً لمدى اهتمامه بالعالم الناطق بالعربيّة على المستوى الشخصي. يعود اِهتمام غوته بالشرق إلى طُفُولته، حيث أن أُمُّهُ وجدّتهُ كانتا ترويان له قصصاً تضمّن بعضها عناصر عربيّة، كما أنه اطلع على كتاب «ألف ليلة وليلة». قام غوته خلال حياته بعدة محاولات جادة لتعلم العربيّة، وكان شغوفاً بقراءة أدب رحلات المستشرقين إلى الشرق الأوسط، كما أنه اهتم بالشعر الجاهلي وتأثر به أدبياً، وكان مطلعاً على شعر حافظ وأحمد بن عربشاه، وشارك في ترجمة يوهان رايزكه لشعر المتنبي.
بالرغم من عمق الاهتمام الفكري الألمانيّ بمنطقة الشرق الأوسط، إلا أن الصلة اللغوية بين اللغتين تبقى ضعيفة. ليس هناك إجماع حول عدد المفردات العربيّة في اللغة الألمانيّة، إلا أنها لا تتجاوز الـ 342 على أبعد تقدير (فينيمان 2011 مقتبساً عثمان 1982) والأهم من ذلك أننا إذا ماطرحنا من هذا العدد المفردات المنقرضة، فإن المطاف ينتهي بنا مع أقل من 200 مفردة. بلإضافة إلى ذلك، فإن الأغلبية الساحقة من هذه المفردات لم يتم استيرادها من العربيّة مباشرة بل عبر لغاتٍ وسيطة مثل اللاتينية والإسپانية والفرنسية. اللاتينية تحديداً لعبت دوراً هاماً في إدخال المفردات العربيّة إلى الألمانيّة، وذلك لأنها كانت هي اللغة التي اعتمدها الأكاديميون الغربيون لترجمة الأعمال العلمية والفلسفية. كانوا مدركين أن معظم هذه الأعمال قد تُرجمت من أصولها السنسكريتية والفارسية واليونانية إلى العربيّة، فبدؤوا بترجمة الأعمال هذه من العربيّة إلى اللاتينية، ثم ما لبثوا في القرون 11 و12 و13 أن شغفوا بالمؤلفات العربيّة نفسها، ما زاد عدد المفردات العربيّة في اللاتينية القرْوَسطية وغُربل شيئاً فشيئاً إلى الألمانيّة.
فضلاً عن ذلك فإن في الألمانيّة عدداً من المفردات التي لا يتفق جميع اللغويين على عروبة أصلها إنما المثيرة للاهتمام والتي سنوردها هنا تباعاَ:
- Orange: وتعني برتقال وهي ليست عربيّة بل هندية الأصل. كانت تُلفظ «نارنج» في بادئ الأمر، وقد اعتمدها العرب وأدخلوها إلى أوروبا كذلك عن طريق صقلية. فقدت حرف النون الابتدائي في شبه الجزيرة الإيطالية وحوّرها الفرنسيون من «آرانج» إلى «أورانج»، معطينها إلى الألمان على هذا الشكل.
- Papagei: تُلفظ «پاپاغاي» وتأتي من كلمة «ببغاء» العربيّة، وقد استوردها الإيطاليون[15]، ودخلت ألمانيا عن طريق فرنسا.
- Zucker: تُلفظ «تسوكر» وتعني السكر. وفدت إلى ألمانيا عن طريق شبه الجزيرة الإيطالية إلا أن العربيّة ليست في الواقع لغتها الأصلية بل لعبت دور اللغة الوسيطة، إذ إن أصلها سنسكريتي وهو «ساركَرا» ويعني «الحصى».
- Bohne: وتعني «حبة» في سياق Kaffeebohne أي «حبة البن»، ويعود اسمها لكلمة «البن» نفسها. وهي موازية لكلمة bean الإنجليزيّة وتشاركها سياق coffeebean أياه.

لا بد من الإشارة أخيراً أن طريقة العد بالألمانيّة اعتمدت الطريقة العربيّة التي تذكر المئات، ثم الآحاد قبل العشرات، فنقول: مئتان وخمسة وعشرون، ولا نقول: مئتان وعشرون وخمسة. وهذا معتمد في الألمانيّة أيضا: zwei hundert fünf und zwanzing.
لقد كان اللقاء التّاريخيّ بين اللغة العربيّة واللغة الألمانيّة في الماضي ضعيف الصلة، إلا أن المستقبل قد ينطوي على تعاون أكبر بين هاتين اللغتين في مجالات متعددة، وبالتالي لا بد لهذا التلاقي أن ينعكس لغوياً.

## نشر اللغة الألمانية

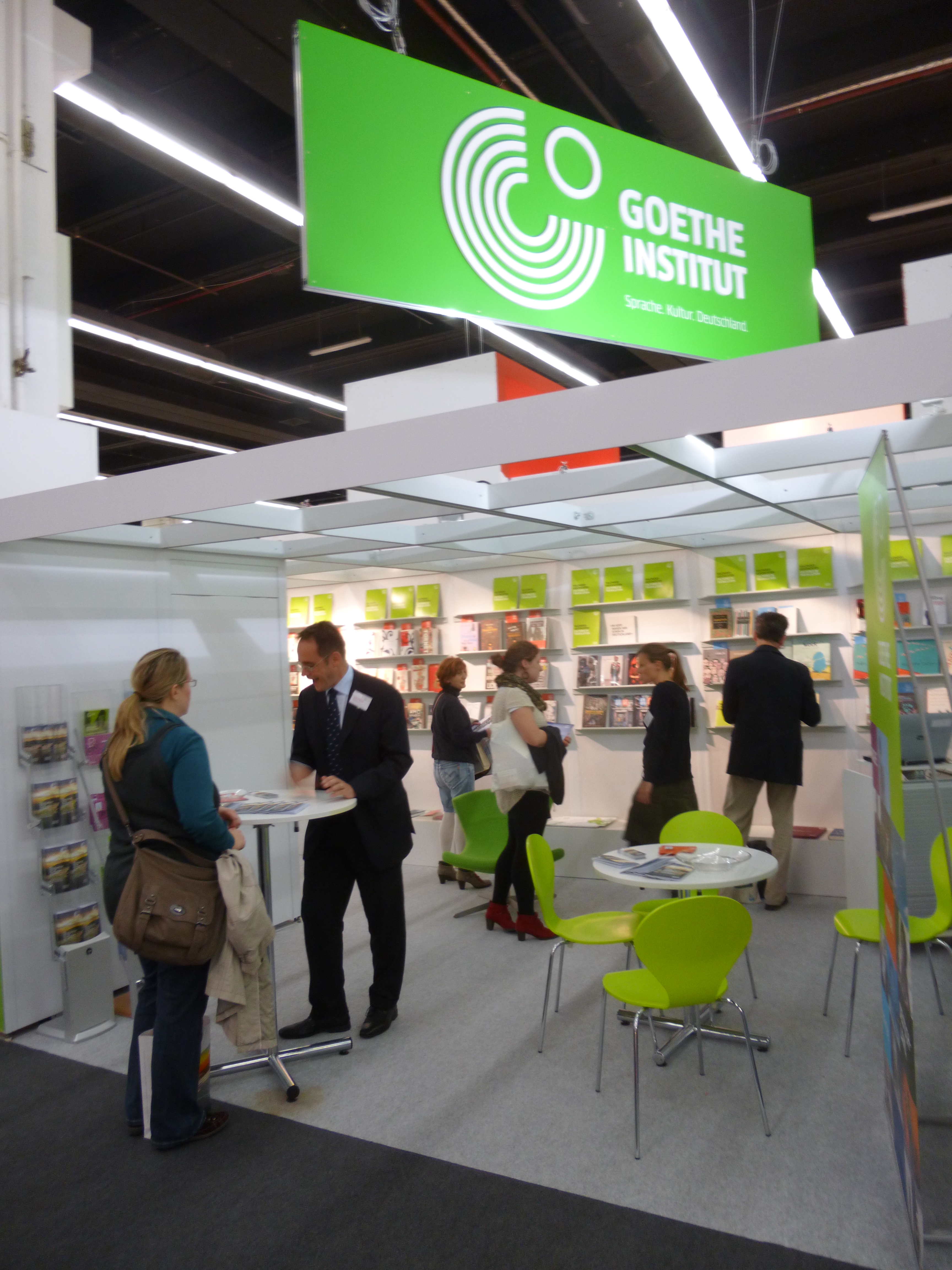
مَعهد غُوته فِي أَحد المعَارِض الدُّولِيَّة

تروج العديد من المنظمات للألمانية بهدف نشرها في العالم والحكومة الألمانية المدعومة من معهد غُوته (الذي سمي على اسم الكاتب الألماني الشهير يوهان فولفغانغ فون غُوته) تهدف إلى تعزيز المعرفة بالثقافة واللغة الألمانية في أوروبا وبقية العالم. يتم ذلك عن طريق إقامة المعارض والمؤتمرات الألمانية والمواضيع المتصلة باللغة، وتوفير التدريب والتوجيه في التعليم واستخدام اللغة الألمانية.
هيئة الإذاعة الألمانيّة (دُويتشه ڤيله)  تقوم بتعليم اللغة الألمانية بواسطة الإنترنت باللغة العربية، وتقدم أيضاً البث الاذاعي والتلفزيوني للقناة عبر موقعها على الإنترنت.

## الحُرُوف الأبجدِيّة لِلُغة الألمانيّة (أَلِفباء)
تتكوّن حُرُوف اللُّغة الأَلمانِيَّة مِن ثلاثِين حرفاً؛ والَّتِي هِي إمتِداد وتطوُّر لِلحُرُوف الرُّومِيَّة أَو كما تُعرَّف بأَلِفبائِيَّة اللَّاتِينِيَّة؛ وهِي كالتَّالِي:
| I /i/    | H /ha/       | G /ɡe/  | F /ɛf/ | Е /e/   | D /de/ | C /t͡se/ | B /be/ | Ä /ɛ/       | А /a/        |
| R /ɛʁ/   | Q /kve/,/ku/ | P /pe/  | Ö /ø/  | O /o/   | N /ɛn/ | M /ɛm/  | L /ɛl/ | K /ka/      | J /je/,/jɔt/ |
| Z /t͡sɛt/ | Y /ʏpsilɔn/  | X /ɪks/ | W /ve/ | V /faʊ̯/ | Ü /y/  | U /u/   | T /te/ | ẞ /ɛsˈt͜sɛt/ | S /ɛs/       |

## الألمانية في العالم

خريطة توضح تمركز الألمانية في أنحاء العالم

## وصلات خارجية
- Online books
- مصادر في مكتبتك
- مصادر في مكتبات أخرى

### قوامِيس ومعاجِم
- قَامُوسٌ لِسان: عرَبِي أَلمانِي.
- قَامُوسٌ دُودِن: أَلمانِي أَلمانِي.
- معاجِمُ المعانِي: عرَبِي أَلمانِي.
- قَامُوسٌ تُرجُمان: عرَبِي أَلمانِي.
- مُعجم عرب دِيكت: عرَبِي أَلمانِي.
- مُعجم ڤُوكسِيكُون: أَلمانِي إِنجِلِيزِي بِالإِضَافَة إِلى لُغاتٍ أُخرى.
- قَامُوسٌ دِكت: قامُوس أَلمانِي إِنجِلِيزِي بِالإِضَافَة إِلى لُغاتٍ أُخرى.

### تعليمية
- دروس ألمانية مجانية.
- دورات تعلم الألمانية بالمجان: بالإنجليزية أو بالألمانية (المستويات A1,A2,B1).
- المستويات والمراحل التعليمية للغة ومفاداتهم حسب الأطار العام الأوربي لتعليم اللغات.
- دورات تعليم اللُّغة الأَلمانِيَّة مجاناً بالعربِيّ (بالإضافة إلى دورات مُتخصّصة يُقدِّمُها المُوقع في: الاِقتِصاد، والسِّياحة، الرِياضة..).